# Tadeusz Nowobilski

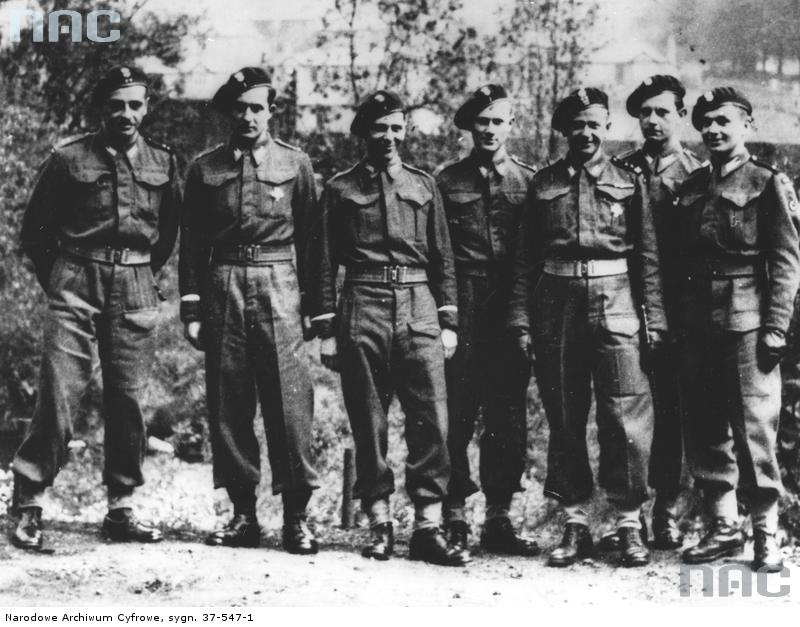
Pożegnanie oficerów 24 Pułku Ułanów udających się na kurs cichociemnych. Od lewej: por. Wacław Gebethner, ppor. Kazimierz Bernaczyk-Słoński, ppor. Tadeusz Nowobilski, ppor. Zdzisław Straszyński, ppłk Bogumił Szumski, ppor. Adam Krasiński, por. Andrzej Bogusławski (maj 1943 roku)

Tadeusz Albin Nowobilski vel Adam Kmiecik vel Tadeusz Mróz ps. Dzwon, Chmura (ur. 27 marca 1919 w Palczy, zm. 18 lutego 1989 w Lwówku Śląskim) – podporucznik kawalerii Polskich Sił Zbrojnych i Armii Krajowej, cichociemny, kawaler Orderu Virtuti Militari.

## Życiorys
Urodził się w rodzinie Jana (zm. w 1946), kierownika szkoły podstawowej w Palczy i Gorzeniu Dolnym („Na Dzwonku”), i Salomei z domu Malczik. Miał ośmioro rodzeństwa, byli to:
- Władysław, do 1939 leśniczy w Baranowiczach,
- Zbigniew (1914–1942), został zamordowany w KL Auschwitz,
- Mieczysław (1917–1941), poległ pod Gazalą jako aspirant Samodzielnej Brygady Strzelców Karpackich i został pochowany w Tobruku[1],
- Bolesław ps. Wstydliwy, Jan ps. Mróz i Kazimierz ps. Kuna (zm. w 1992) byli żołnierzami oddziału partyzanckiego AK „Limb” dowodzonego przez Czesława Wyrwała ps. Wilczur,
- Janina, nauczycielka i Jadwiga.

Tadeusz w 1937 roku złożył maturę w Państwowym Gimnazjum im. Marcina Wadowity w Wadowicach. W 1938 roku ukończył Dywizyjny Kurs Podchorążych Rezerwy 6 DP przy 20 Pułku Piechoty w Krakowie.
W sierpniu 1939 roku został zmobilizowany do 12 Pułku Piechoty w Wadowicach. W jego szeregach walczył w kampanii wrześniowej. Parokrotnie próbował przekroczyć granicę polsko-słowacką, był aresztowany przez Gestapo, uciekł, wreszcie 17 marca 1940 roku przekroczył granicę polsko-węgierską i został internowany w obozie w Miszkolcu. W kwietniu przez Jugosławię dotarł do Marsylii, został skierowany do obozu Camp de Carpagne albo Camp de Coëtquidan, a stamtąd do 1 Dywizji Grenadierów i następnie do 10 Brygady Kawalerii Pancernej, z którą brał m.in. udział w bitwie o Montbard, w czasie której 17 czerwca był dwukrotnie ranny w nogi. 
Dostał się do niewoli niemieckiej, skąd uciekł do nieokupowanej Francji, z której przez Gibraltar w czerwcu 1942 roku drogą morską dostał się do Wielkiej Brytanii. Od 9 sierpnia 1942 służył w 24 Pułku Ułanów.
Zgłosił się do służby w kraju. Po przeszkoleniu w broni pancernej i dywersji został zaprzysiężony 24 września 1943 roku w Oddziale VI Sztabu Naczelnego Wodza i przeniesiony do Głównej Bazy Przerzutowej w Brindisi we Włoszech. Zrzutu dokonano w nocy z 16 na 17 kwietnia 1944 w ramach operacji „Weller 10” dowodzonej przez  kpt. naw. Stanisława Daniela. Dostał przydział do 7 batalionu 77 pułku piechoty AK, który operował w Okręgu Nowogródek AK. Początkowo był oficerem 3. kompanii, następnie dowódcą pododdziału w sile ponad kompanii mobilizowanym przez 7 batalion (jego dowódcą został cichociemny por. Jerzy Buyno „Gżegżółka”).  
Pod koniec lipca 1944 dostał się w ręce patrolu Armii Czerwonej. Wrócił z łagru w ZSRR 15 listopada 1947.
Wielokrotnie zmieniał miejsce zamieszkania, próbował się osiedlić w Wadowicach, później w Chojnowie (1950, pracował tam bez dokumentów jako robotnik leśny) i Lwówku Śląskim. Tam pracował jako rewident Lasów Państwowych Wrocław i, na krótko przed emeryturą, jako główny księgowy w lwóweckim nadleśnictwie.

## Ordery i odznaczenia
- Krzyż Srebrny Orderu Virtuti Militari
- odznaka „Zasłużony dla lasów Dolnego Śląska”.

## Życie rodzinne
Ożenił się z Barbarą Banaś (ur. 1927), z którą miał dwoje dzieci: Jacka (ur. w 1950) i Magdalenę (ur. w 1957), zamężną Frątczak.